# إرنست ستافرو بلوفيلد
إيرنست ستافرو بلوفيلد (بالإنجليزية: Ernst Stavro Blofeld)‏ هو شخصية خيالية في روايات وأفلام جيمس بوند. بلوفيلد هو مجرم عالمي، وهو العدود اللدود لجيمس بوند ويعرف بكونه المجرم رقم 1 عند منظمة سبيكتر. ارنست ستافرو مولود في ألمانيا لأب بولندي وأم يونانية. أثناء غزو ألمانيا لبولندا في سنة 1939 يقوم ببيع عدة معلومات للألمان وثم يهرب إلى السويد وثم تركيا وهناك يؤسس مخابرات خاصة به. بعد هزيمة إروين رومل في شمال أفريقيا، يبدأ بالدعاية لصالح الحلفاء ويحصل على عدة جوائز منهم. وثم يذهب مؤقتاً إلى أمريكا الجنوبية حيث يؤسس هناك منظمة سبيكتر. استوحى ايان فليمنج شخصيته من المجرم اليوناني باسل زاهروف. استوحيت شخصية دكتور إيفل في سلسلة أفلام أوستن باورز منه أيضاً.